# Tropimerus hovorei
Tropimerus hovorei är en skalbaggsart som beskrevs av Giesbert 1987. Tropimerus hovorei ingår i släktet Tropimerus och familjen långhorningar.
Artens utbredningsområde är:
- Costa Rica.
- El Salvador.

Inga underarter finns listade i Catalogue of Life.